# Веер-Заара
Veer-Zaara е филм създаден през 2004 година от режисьора Яш Чопра. Той е романс, който се противопоставя на съществуващия конфликт между Индия и Пакистан. Филмът е с участието на Шах Рук Хан, Прити Зинта като водещи актьори и Рани Мукерджи, като поддържаща роля. Диалозите са написани от Адитуа Чопра. Яш Чопра се завръща да режисира след 7 години, когато е създаден неговият филм Dil To Pagal Hai (1997).

## Резюме
Внимание:  Текстът по-долу разкрива сюжета на произведението (или части от него)!
Самия Садикюи (Рани Мукерджи) е идеалистична пакистанска адвокатка. Тя мечтае да изравни правата на жените, с тези на мъжете. Самия се вдъхновява от покойния си баща, който също се е борил за човешките права. За да докаже, че адвокатската професия трябва да е достъпна и за жените, тя поема първия си, много труден за печелене случай. Това е случаят на затворник №786 (Шах Рук Хан). Самия обещава, че ще му върне името, самоличността и страната.
Кой е затворник №786? Защо седи мълчаливо в пакистанския затвор в продължение на 22 години? Отговорите на въпросите се изясняват чрез интересната история която разказва затворник №786.
Веер Патаб Синг е младо и хубаво момче от село, което е смел пилот от Индийските въздушни сили. Всикидневно той рискува и подлага живота си на изпитание, за да спасява хора в нужда.
Междувременно в Пакистан Заара Хаят Кан (Прити Зинта) е независимо, безгрижно и живо младо момиче. Преди да умре нейната Бебе(бавачка) моли Зара да изпълни последното и желание – да вземе пепелта и в Индия, в свещения град Сикх в Киритпук и да я разпръсне в реката при нейните предци. Зара решава да изпълни исканото от Бебе. Това нейно решение ще промени завинаги и безвъзвратно не само нейния живот, но и този на другите.
Докато пътува за Индия, автобусът на Зара катастрофира и се преобръща, падайки от края на един планински път. Веер спасява живота на Зара. Той ѝ предлага да я придружи до края на пътуването ѝ. След като двамата изпълняват погребалните обреди на Бебе, Веер я убеждава да се отидат в неговото село и да прекарат един ден заедно. Веер и Заара отиват по време на празника Лоди. През това кратко време те се влюбват. В деня на заминаването и за Пакистан, Веер вижда годеника на Заара, дошъл да я прибере. Преди Зара да замине, Веер ѝ признава, че е влюбен в нея. След това, той гледа тъжно, как тя се качва на влака за Пакистан. Веер и Зара мислят, че това е краят на историята и това е последният път, когато се виждат. Но не е.
Двадесет и две години по-късно Самия Садикюи поема случая на остаряващия Веер Пратаб Синг. Твърдо убедена да го спаси, Самия намира Зара. Разказва ѝ истината и я моли за помощ по делото – да бъде свидетел. Зара не може да повярва, че Веер е жив. През всичките тези години го е мислела за мъртъв. Веер е оправдан и освободен от затвора. Веер и Зара заживяват щастливо, а Самия се доказва като адвокатка.
Веер и Зара не е обикновена история – това е любовна легенда. Любовната легенда на Веер и Зара. Това е сага за любовта, раздялата, смелостта и жертвоприношението.
1. 1 2 3 4  stopklatka.pl //   Посетен на 9 април 2016 г.
2. 1 2  www.filmaffinity.com //   Посетен на 9 април 2016 г.
3. ↑  www.imdb.com //   Посетен на 9 април 2016 г.
4. 1 2 3 4 5 6  www.ofdb.de //   Посетен на 9 април 2016 г.
5. 1 2 3 4  www.allocine.fr //   Посетен на 9 април 2016 г.
6. 1 2 3 4 5 6  www.imdb.com //   Посетен на 9 април 2016 г.
7. 1 2 3  www.metacritic.com //   Посетен на 9 април 2016 г.
8. ↑  www.einthusan.com
9. ↑  www.filmibeat.com
10. ↑  www.filmibeat.com